# Manuel Félix Corrêa Maia
Manuel Félix Corrêa Maia – (Vila Rica, Minas Gerais, Brasil c. 1730 – Porto, 11 de Junho de 1809), Procurador do Senado da Cidade do Porto, de 1799 a 1808, e cavaleiro da Ordem de Cristo

## Biografia
Manuel Félix Corrêa Maia nasceu em Vila Rica, Bispado de Mariana, Capitania de Minas Gerais, c. 1730.[carece de fontes?]
Em 1796, integrava a Junta de Obras Públicas da Cidade do Porto..
Durante a primeira invasão francesa de Portugal, já como Procurador da Cidade do Porto, foi um dos apoiantes da aclamação do Príncipe Regente D. João e a instalação do Governo Nacional, na reunião realizada, no dia 6 de junho de 1808, na casa da Câmara do Porto, com as autoridades civis e militares da Cidade. A referida reunião foi promovida pelo marechal de campo Domingos Belestá,[carece de fontes?] comandante das tropas espanholas, após ter este aprisionado o general Quesnel, o corregedor Taboureau, o coronel de artilharia Picoteau, oficiais, empregados, artilheiros e dragões franceses.
Como Procurador da Cidade do Porto, votou para a eleição dos membros da Junta Provisional do Supremo Governo, em 19 de junho de 1808, tendo sido substituído no seu cargo por João António da Rosa de Figueiredo, por ordem da Junta Provisional, no dia 30 de Junho de 1808, acusado de ter  desaparecido «desde o glorioso dia da tarde de dezoito» de Junho.
Perseguido, foi detido, no dia 6 de Julho de 1808, na capela de Santo Ovídeo e «conduzido ao Paço por uma incrível multidão de povo». Seu filho José, Almotacé da Câmara, foi preso na mesma altura.
Encarcerado, sem julgamento, nas masmorras do Castelo da Foz do Douro, durante dois meses e meio, foi mandado libertar, no dia, em 22 de Setembro de 1808, por não se terem encontrado culpas para a sua prisão. No entanto, por «razoens do bem publico, que assim o exigem, houve por bem determinar que não seja mais admitido ao referido lugar». O seu nome não mais apareceu na lista dos procuradores da cidade.
Morreu, no Porto, no dia 11 de junho de 1809 sendo sepultado na Capela dos Terceiros Franciscanos.
Cavaleiro da Ordem de Cristo.
Era filho do capitão Joseph Corrêa Maya e de sua Mulher D. Ana Maria de Jesus Fero. Após ter enviuvado de D. Rita Isabel Lopes, filha do capitão Manuel Lopes da Costa e de sua mulher D. Ana Maria Bernardes, voltou a casar, no Porto, a 2 de julho de 1775, com D. Roza Angélica de São José, filha de Manuel Gomes da Silva e de sua mulher D. Maria Clara de São José. Deste casamento nasceram, Ana e José Corrêa Maia, Procurador perpétuo da Câmara do Porto.